# Natriumbromat
Natriumbromat ist eine chemische Verbindung aus den Gruppen der Natriumverbindungen und der Bromate.

## Gewinnung und Darstellung
Natriumbromat kann durch Reaktion von flüssigem Brom mit einer Lösung von Natriumhydroxid dargestellt werden:
{\displaystyle {\ce {3Br2 + 6Na+ + 6OH- <=> 6Na+ + BrO3- + 5Br- + 3H2O}}}
Es entstehen somit fünf Mol NaBr und ein Mol Natriumbromat (NaBrO3).
Natriumbromat kann auch durch Auflösung von Natriumcarbonat in Wasser und anschließende Reaktion mit Brom gewonnen werden.

## Eigenschaften
Natriumbromat ist ein farbloser, geruchloser, hygroskopischer Feststoff, welcher ein starkes Oxidationsmittel ist. Er zersetzt sich ab einer Temperatur über 381 °C, wobei Sauerstoff entsteht. Er kristallisiert kubisch, Raumgruppe P213 (Raumgruppen-Nr. 198), mit dem Gitterparameter a = 6,707 Å.
Das Salz ist sehr gut löslich in Wasser. Die Löslichkeit steigt mit steigender Temperatur.
| Löslichkeit in Wasser[6] |                |      |      |      |      |      |      |
| Temperatur               | in °C          | 0    | 20   | 40   | 60   | 80   | 100  |
| Löslichkeit              | in g/100 g H2O | 27,5 | 36,4 | 48,8 | 62,6 | 75,8 | 90,8 |

## Verwendung
Natriumbromat wird als Oxidationsmittel (z. B. als Bleichmittel und beim Textilfärben) und als piezoelektrischer Einkristall verwendet. In Kombination mit Natriumbromid wird es bei der Goldwäsche eingesetzt. In der organischen Chemie wird Natriumbromat als Bromierungsreagenz für aromatische Verbindungen wie Nitrobenzol, Benzoesäure und Benzaldehyd angewendet.

## Verwandte Verbindungen
- Natriumbromit, NaBrO2
- Natriumchlorat